# Erlenbach bei Marktheidenfeld
Pour les articles homonymes, voir Erlenbach.
Erlenbach bei Marktheidenfeld est une commune de Bavière (Allemagne), située dans l'arrondissement de Main-Spessart, dans le district de Basse-Franconie.